# Bernard Ebbers
Bernard John "Bernie" Ebbers (Edmonton, 27 de agosto de 1941 – 2 de fevereiro de 2020) foi um empresário canadense. Ebbers foi presidente e fundador da operadora de telecomunicações WorldCom. Depois que sua empresa faliu, foi descoberto um rombo de onze bilhões de dólares, realizado através de manipulação na contabilidade da empresa. Posteriormente o empresário foi preso por fraude, conspiração e emissão de documentos falsos.
Morreu no dia 2 de fevereiro de 2020, aos 78 anos.